# Eugénie Maksimilianovna van Leuchtenberg

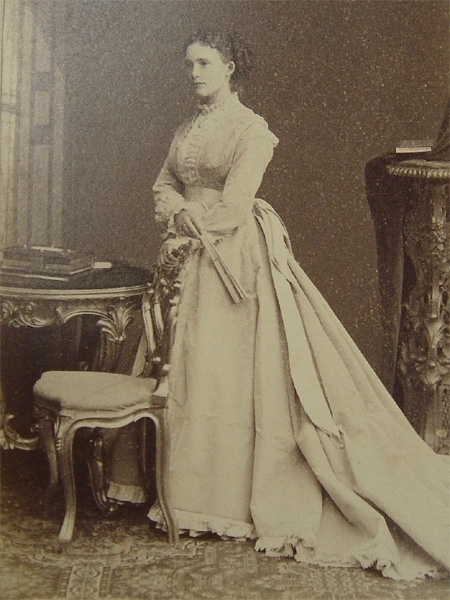
Eugénie Maksimilianovna van Leuchtenberg

Eugénie Maksimilianovna van Leuchtenberg (Russisch: вгения Максимилиановна Лейхтенбергская) (Sint-Petersburg, Rusland, 1 april 1845 – Biarritz, Frankrijk, 4 mei 1925), Hertogin van Leuchtenberg, Prinses Romanovskaja, was de dochter van Maximiliaan van Leuchtenberg en diens echtgenote, Maria Nikolajevna van Rusland. Via haar moeder was Eugénie een kleindochter van tsaar Nicolaas I.
Ze trouwde op 19 januari 1868 te Sint-Petersburg met Alexander van Oldenburg. Ze kregen één zoon: Peter van Oldenburg (1868-1924). Diens eerste huwelijk was met grootvorstin Olga Aleksandrovna van Rusland, een dochter van tsaar Alexander III.
Eugénie stierf op 4 mei 1925 op 80-jarige leeftijd te Biarritz, Frankrijk.
- Gemeinsame Normdatei: 1011334518
- International Standard Name Identifier: 0000 0005 0000 4463
- Library of Congress Control Number: no2019009663
- Virtual International Authority File: 802144647700022575566
- WorldCat: E39PBJxGWKcMv9kfR7b493T4MP